# Белановская, Виктория Валерьевна
Виктория Валерьевна Белановская (бел. Вікторыя Валер'еўна Беланоўская; род. 16 июля 1991, Логойск, Минская область) — белорусская тхэквондистка, мастер спорта Республики Беларусь международного класса.

## Карьера
Представляет Спортивный комитет Вооруженных сил республики, тренер — Шкалов Денис Владимирович
В 2005 году завоёвывает бронзу чемпионата Европы среди кадетов. В 2007 году завоевывает серебро юношеского чемпионата Европы. В 2009 году становится чемпионом Европы среди юниоров. Обладатель серебряной награды чемпионата мира среди военнослужащих 2010 года. Серебряный призёр чемпионата Европы 2010 года среди юниоров. На чемпионате мира среди военнослужащих 2011 года завоевала бронзу. В 2014 году, выступая на чемпионате мира среди военнослужащих, завоевала серебро.
Чемпионка Республики Беларусь 2013 в весовой категории до 67 кг. Чемпионка Республики Беларусь 2014 в весовой категории до 62 кг.
Бронзовый призёр чемпионата мира 2015 года.